# Cê (álbum)
Cê é um álbum de estúdio do cantor e compositor brasileiro Caetano Veloso, lançado em setembro de 2006.

## Nome do álbum
A palavra cê é abreviação de você, pronome de tratamento pessoal muito utilizado informalmente no Brasil, criando também um duplo sentido com a pronúncia da letra inicial de "Caetano". Em 2007, o álbum venceu o Grammy Latino de Melhor Álbum de Compositor e a música "Não Me Arrependo" venceu como Melhor Canção Brasileira.

## Histórico
Primeiro dos três álbuns de Caetano Veloso com a “Banda Cê”, formada pelos jovens músicos Pedro Sá (guitarra), Marcelo Callado (bateria) e Ricardo Dias Gomes (baixo), responsável pela renovação na sonoridade da música do compositor.

Para Caetano Veloso, o álbum é um disco de banda, "mas não no sentido da composição." Sobre comentários a respeito do disco ter canções com temática sexual, o músico diz que: 

Quando a gente faz uma série de canções com uma determinada tendência temática, ela permanece, mesmo quando você já não a tem como alvo. Agora, por que no Cê era tão presente e tão explícito? Porque ele tinha letras extremamente pessoais. Tudo está muito perto da minha vida individual, do meu corpo, entende? E isso tem a ver com o rock, mas tem a ver também com uma necessidade individual daquele período da minha vida.

 Caetano acrescenta que o álbum "resultou de uma mutação, de um desejo de fazer um disco de rock sem o meu nome, e depois fazer um disco de samba (Zii e Zie, de 2009). Terminei não fazendo nem um nem outro."

## Faixas
Todas as canções foram compostas por Caetano Veloso.
1. Outro - 3:00
2. Minhas Lágrimas - 5:09
3. Rocks - 3:36
4. Deusa Urbana - 3:46
5. Waly Salomão - 3:24
6. Não Me Arrependo - 4:08
7. Musa Híbrida - 4:21
8. Odeio - 5:58
9. Homem - 4:46
10. Porquê? - 3:53
11. Um Sonho - 3:23
12. O Herói - 3:44

## Créditos
Músicos
- Pedro Sá - guitarra. baixo em "Não Me Arrependo" e vocal em "Waly Salomão"
- Ricardo Dias Gomes - baixo e piano Rhodes
- Marcelo Callado - bateria e vocal em "Outro"
- Caetano Veloso - violão e vocal

Produção
- Pedro Sá - direção musical
- Moreno Veloso - produção e mixagem
- Daniel Carvalho - gravação e mixagem
- Bruno Stheling, Fernando Fischgold, Igor Ferreira e Leonardo Moreira - assistentes de gravação
- Ricardo Garcia - masterização